# Gonomyia (Paralipophleps) amazona
Gonomyia (Paralipophleps) amazona is een tweevleugelige uit de familie steltmuggen (Limoniidae). De soort komt voor in het Neotropisch gebied.